# Madea's Witness Protection
Madea's Witness Protection es una película comedia dramática dirigida, escrita y producida por Tyler Perry. Esta será la decimocuarta película de la franquicia de película de Tyler Perry, y el séptimo en la franquicia de Madea. Es la cuarta película de Tyler Perry no adaptada de una obra de teatro junto a The Family That Preys, Daddy's Little Girls, y Good Deeds.

## Trama
George Needleman, un director financiero de alto nivel está en el centro de un esquema Ponzi en Nueva York. Él está siendo acusado de encabezar el régimen de participación de la mafia y tiene que entrar a su familia en un programa de protección de testigos. El programa de su ubicación en un lugar que absolutamente nadie va a pensar buscar por ellos: la casa de Madea en el sur con su hermano Joe.

## Reparto
- Tyler Perry como Mabel "Madea" Simmons/Joe Simmons.
- Eugene Levy como George Needleman.
- Denise Richards como Kate Needleman.
- Romeo Miller como Jake.
- Doris Roberts como Barbara Needleman, madre de George.
- Tom Arnold como Walter.
- John Amos como Pastor Nelson, padre de Jake.
- Marla Gibbs como Hattie, vecina de Madea.
- Danielle Campbell como Cindy Needleman, hija de George y Kate.
- Devan Leos como Howie Needleman, hijo de George y Kate.

## Producción
Este proyecto fue filmado en Atlanta desde enero de 2012 hasta marzo de 2012 y será lanzado a través de 34th Street Films y Lionsgate.